# 보량
보량(保良, ?~?)은 고려의 무신이다.

## 생애
1010년, 거란이 40만 군을 이끌고 고려를 공격한 뒤 물러나자 이때 보량은 김숙흥과 함께 퇴각하는 거란군을 공격해 10,000여 급의 목을 베는 공을 세웠으며, 이는 거란 제2차 침입 당시의 최대의 전과였다고 기록되어 있다.